# Кравченко (Гулькевичский район)
Кравченко — хутор в Гулькевичском районе Краснодарского края России. Входит в состав сельского поселения Венцы-Заря.

## География

### Улицы
- ул. Кубанская[4].

## Население
| 2002 | 2010 |
| ---- | ---- |
| 51   | ↘18  |